# Municipio de Elmer (condado de Oscoda)
El municipio de Elmer (en inglés, Elmer Township) es un municipio del condado de Oscoda, Míchigan, Estados Unidos. Tiene una población estimada, a mediados de 2022, de 1175 habitantes.

## Geografía
Está ubicado en las coordenadas 44°45′16″N 84°10′11″O / 44.75444, -84.16972 (44.754557, -84.169842). Según la Oficina del Censo, tiene una superficie total de 184.9 km², de los cuales 183.8 km² corresponden a tierra firme y 1.1 km² están cubiertos de agua.

## Demografía
Según el censo de 2020, en ese momento había 1150 personas residiendo en la zona. La densidad de población era de 6.3 hab./km². El 96.61% de los habitantes eran blancos, el 0.26% eran amerindios, el 0.26% eran asiáticos, el 0.26% eran de otras razas y el 2.61% eran de una mezcla de razas. Del total de la población, el 1.74% eran hispanos o latinos de cualquier raza.